# 러키☆스타 ~료오학원 앵등제~
《러키☆스타 ~료오학원 앵등제~》(らき☆すた 〜陵桜学園 桜藤祭〜 라키스타 료카쿠엔 오토사이[*])는 2008년 1월 24일에 카도카와 쇼텐에서 발매된 플레이스테이션 2용 소프트웨어이며 요시미즈 카가미의 4컷 만화작품 《러키☆스타》를 원작으로 하는 어드벤처 게임이다.
당초 2007년 11월 29일에 발매예정이었지만 제반의 사정으로 2007년 12월 20일로 연기, 그리고 한 번 더 2008년 1월 24일로 연기되었다.

## 개요
이 작품은 원래 닌텐도DS용 소프트웨어 《러키☆스타 모에 드릴》 안에 등장했던 가공의 동인 게임을 베이스로 하고 있다.
《모에 드릴》에서는 미야카와 자매가 제작한 동인 게임의 내용에 코나타가 불만을 가져 클레임을 가하고 있는 사이에 '초 프로듀서'가 되어 버렸다는 전말이 전해지면서 2007년 5월 24일에 발매된 속편 《진・러키☆스타 모에 드릴 〜여행〜》의 예약 특전으로 첨부된 체험판 소프트웨어 《러키☆스라 -Lucky☆Star RAvish Romance-》가 그 동인 게임이라는 설정이다. 그 때문에 《RAvish Romance》의 스탭 롤은 실제작 회사 VRIDGE와 제작 · 저작의 카도카와 서점 이외는 모두 미야카와 자매와 코나타의 세 명으로 볼 수 있다. 《료오학원 앵등제》는 이 《RAvish Romance》의 정식판이다.
원작인 '러키☆스타' 본편에는 연애 요소가 전혀 존재하지 않지만 이 게임은 꽤 연애 요소가 강한 작품이 되었다. 한편, 《모에 드릴 시리즈》나 텔레비전 애니메이션판같이 패러디 요소도 다수 포함되어 있어 타 작품과의 콜라보레이션으로서 관계처로부터의 허락을 얻은 것도 사용되고 있다
또, 패러디로서 2채널이나 니코니코 동화 등에서 유행하는 요소가 많이 포함되어 있어 2ch나 니코니코 동화의 유저들을 의식한 것으로 보인다.
통상판에 여러 특전이 붙은 'DX팩'도 발매되었다. 특전물은 아래와 같다.
DX팩 동봉 특전
- 료오학원 학교 지정 세일러복
- 료오학원 학교 지정 뱃지
- 료오학원 학교 지정 명찰
- 조일부 아키바 정기권 입정기
- 러키☆스타 컬렉션 포스터

DX팩 예약 구입 특전
- 발사믹 식초 스트랩
- 《蔵出しボイス並盛CD-ROM　〜ドキッ!セーラー服だらけのかくし芸大会!〜》
- 미안해요 격투 게임 《러키☆스타 바토!》(PC판) ※ 발매 연기에 의한 추가 특전

## 스토리
료오학원에 전학 온 주인공. 료오학원에서는 앵등제(학원제)를 2주일 앞두고 있었다. 거기에 야사카 코우의 옛 친구인 나가모리 야마토가 전학을 온다. 과연 주인공과 코나타 일행은 앵등제를 성공시킬 수 있을 것인가?

## 등장인물
자세한 것은  러키☆스타의 등장인물을 참조. 또 성우는 《모에 드릴》과는 달리 애니메이션판과 같은 캐스팅이다.
- 이즈미 코나타 : 히라노 아야
- 히이라기 카가미 : 카토 에미리
- 히이라기 츠카사 : 후쿠하라 카오리
- 타카라 미유키 : 엔도 아야
- 타무라 히요리 : 시미즈 카오리
- 코바야카와 유타카 : 하세가와 시즈카
- 이와사키 미나미 : 치하라 미노리
- 코가미 아키라 : 콘노 히로미
- 츙(チュン) : 콘노 히로미
- 패트리시아 마틴 : 사사키 노조미
- 미네기시 아야노 : 아이자와 마이
- 쿠로이 나나코 : 마에다 코노미
- 시라이시 미노루 : 시라이시 미노루
- 쿠사카베 미사오 : 미즈하라 카오루
- 나루미 유이 : 니시하라 사오리
- 사쿠라바 히카루 : 이노우에 미키
- 야사카 코우 : 모리나가 리카
- 미야카와 히카케 : 카노 유이
- 미야카와 히나타 : 타카구치 유키코
- 나가모리 야마토 : 히로다 시온
- 이즈미 소지로 : 히라마츠 히로카즈
- 타카라 유카리 : 코스게 마미
- 이즈미 카나타 : 시마모토 스미
- 아마하라 후유키 : 사쿠마 쿠미
- 덴키 가이 : 미키 신이치로
- 아니자와 메이토 : 세키 토모카즈

※ 덴키 가이와 아니자와 메이토는 아니메점장의 게스트 캐릭터로 등장한다.
이 외 단역으로 쿠지라가 담당한다.

## 주제가, 삽입곡
오프닝 주제가 《하맛테 사봇테 오-마이갓!(ハマってサボっておーまいがっ！)》
작사：하타 아키, 작 · 편곡：코우사키 사토루, 노래：이즈미 코나타(히라노 아야), 히이라기 카가미(카토 에미리), 히이라기 츠카사(후쿠하라 카오리), 타카라 미유키(엔도 아야)
엔딩 주제가 《난데탓테☆덴세츠(なんてったって☆伝説)》
노래：이즈미 코나타(히라노 아야), 히이라기 카가미(카토 에미리), 히이라기 츠카사(후쿠하라 카오리), 타카라 미유키(엔도 아야)

## 관련 상품

### CD
하맛테 사봇테 오 마이 갓!(ハマってサボっておーまいがっ！) (란티스, 2008년 3월 5일 발매, LACM-4465)

### 서적
러키☆스타 료오학원 앵등제 퍼펙트 가이드 (콤프틱 · 편, 2008년 2월 29일 초판 발행, ISBN 978-4047072398) - 공식 공략 가이드북. 신작 일러스트 등도 다수 게재.

## 그 외
주간 패미통 2008년 2월 1일 증간호의 〈萌えゲー魂〉에 본작의 리뷰 기사가 게재되었을 때 '최초의 시나리오에서 공략 가능한 것은 메인 캐릭터 4사람'이라는 문장을 '게임 전체에서 공략 가능한 것은 메인 캐릭터 4사람'이라고 기술을 하고 그 외에 '연애 요소가 별로 없다'라는 취지의 문장이 기재되어 있었기 때문에 온라인상에서 소란이 있었다.
이 기사의 내용을 보고 개발원 VRIDGE는 게임 공식 사이트상에서 코나타 등의 등장 캐릭터를 사용해 패러디 형식으로  '해당 기사는 오보다'라는 발표를 하고, 또 패미통 측도 패미통.com에서 정정 기사를 게재하는 사태가 있었다.